# イフィクラテース
イフィクラテース（古代ギリシア語: Ἰφικράτης Iphikrátēs、紀元前415年頃 - 紀元前353年）は、アテナイの将軍、傭兵隊長。

## 生涯
父親が靴職人であったため、アテナイでは軽んじられていたが、コリントス戦争のレカイオンの戦い（紀元前390年）で、小型で軽い革製の盾と投げ槍を装備し、機動力に優れた軽装歩兵を指揮して、スパルタの重装歩兵軍に勝利した功績を認められ、重用されるようになった。その後は防御力を犠牲に機動力を向上させた、長槍を装備した部隊を考案し、へレスポントスでいくつかの成功を収めた。アンタルキダスの和約（大王の和約）が結ばれてからはトラキアに撤退し、トラキア地方で傭兵隊長やアテナイの将軍として活躍した。フィリッポス２世の下で力を増したマケドニアが画策して起こったへレスポントス周辺での反乱の鎮圧にあたり軍を指揮していた際、エンバダの海戦（紀元前356年）の敗北の責任を取らされ、解任された。
原語の音に従うならば、「イープィクラテース」が正しい表記。